# Ledningsnät
Ledningsnät utgörs av de ledningar som ingår i samhällets infrastruktur, främst ledningar för el, naturgas, tele/bredband, fjärrvärme, fjärrkyla, vatten och avlopp. Ledningsnätet kan antingen finnas ovanför jord som luftledningar för el eller som fjärrvärmeledningar i kulvert, eller under marken. Det sistnämnda är vanligast, åtminstone i tätorter. I vissa större städer finns viktig infrastruktur i gemensamhetstunnlar.
De mindre ledningar som förbinder enskilda fastigheter med samhällets ledningsnät kallas servisledningar, i dagligt tal ofta kallade serviser.
Ledningar under mark byggs antingen genom att ledningen läggs i ett grävt schakt, eller genom att ledningen byggs med schaktfri teknik. I det senare fallet förläggs ledningen ofta i ett skyddsrör. Tekniken att borra eller trycka skyddsrör in i marken kallas rördrivning. Även då ledningar förläggs i borrhål i berg utan skyddsrör används beteckningen rördrivning.

## Vatten- och avloppsledningsnät
Under mitten av 1800-talet började vatten- och avloppsreningsverk byggas i Sverige. Uppbyggnaden av reningsverk och ledningsnät drevs till en början av behovet att kunna släcka bränder i städerna, men när epidemier började bryta ut i Europa insåg man behovet av att distribuera rent dricksvatten för att minska sanitära problem.Utbyggnaden följde sedan den snabba samhällsuppbyggnaden. Hygienskäl har varit en fortsatt drivande faktor, men med tiden har även miljöfrågor fått en stor betydelse i utvecklingen.
Idag har Sverige omkring 2000 kommunala reningsverk, ett totalt 92 000 km långt avloppsvattenledningsnät. och 71 000 km vattenledningar Medianvärdet för förnyelsetakten av Sveriges vattenledningsnät var 0,4 procent mellan åren 2007 och 2009. Återskaffningsvärdet för de allmänna VA-ledningsnätet beräknas vara omkring 500 miljarder kronor.

## Uppbyggnad av dricksvattennät

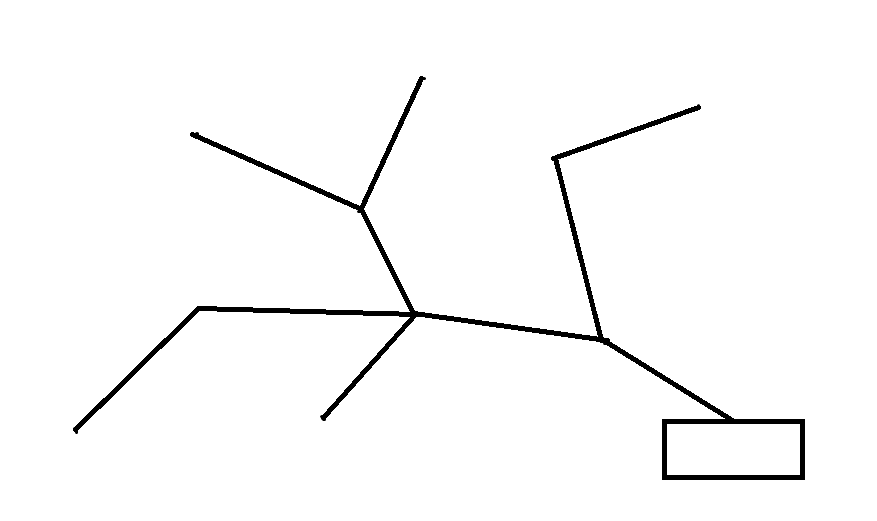
Schematisk bild över ett spridningsnät

Vattenledningsnätet består till största del av gråjärn-, segjärn- och plastledningar. Avloppsledningsnätet är främst uppbyggt av betong- och plastledningar. PE-plast är idag det dominerande materialvalet vid nyanläggning. Den låga förnyelsetakten av vattenledningar gör att det är svårt att bedöma hur lång livslängden på materialen är. De flesta nybyggnationer har visat upp färre driftstörningar än äldre ledningar.

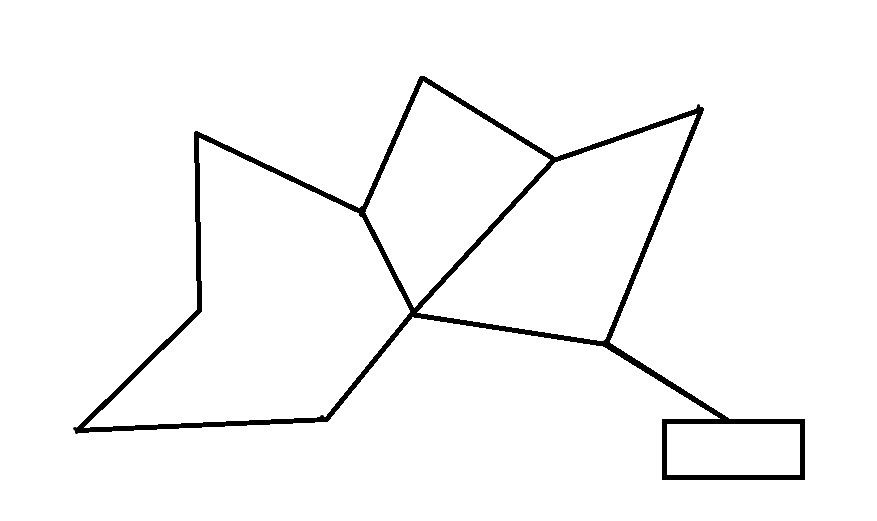
Schematisk bild av ett cirkulationsnät

Vattnet går från vattenverken ut till områdena där de ska användas i stora huvudledningar. Där delas vattnet upp i mindre distributionsledningar som sedan delar sig till servisledningar och går vidare in till fastigheterna. Det finns två principer när det kommer till att dra ledningsnät; det ena är att bygga ett så kallat spridningsnät där vattnet sprids till stegvis mindre ledningar fram till fastigheterna och det andra sättet är att bygga ett cirkulationsnät, där vattnet kan flöda olika vägar för att nå samma punkt. Det är vanligt att bygga en kombination mellan båda näten. Huvudledningen anläggs vanligen som ett cirkulationsnät och distributionsnätet byggs oftast som ett spridningsnät. För att kunna leverera vatten 24 timmar om dygnet vill man ha en driftsäker distribution Uppstår problem på en viss plats vill man ha möjlighet att kunna stänga av ledningen där problemet har inträffat, därför utrustas ledningsnätet med ventiler. Fler ventiler gör att färre drabbas av en eventuell störning. Med ett cirkulationsnät kan vattnet ledas förbi störningen vilket ökar driftsäkerheten. Längre ut på nätet, eller i mindre orter, byggs vanligtvis endast ett spridningsnät. En störning drabbar då färre fastigheter och det blir en mer kostnadseffektiv dragning.
I ledningsnätet kommer vattentrycket att variera bland annat på grund av ojämn användning, friktion i rören och av höjdskillnader. För att hålla ett jämnt tryck i ledningsnätet är det viktigt att dimensionera rörstorleken rätt, dessutom använder man sig av pumpar och vattentorn för att kontrollera trycket. Rördimensionen ska vara så stor att den klarar av kritiska flöden vid speciella tidpunkter. En annan viktig parameter att ta hänsyn till är läckage från ledningsnätet som ligger mellan 10 och 15% av det totala vattenflödet.

## Säkerhet, risker och utmaningar
Under processen för att ta fram rent dricksvatten renas råvattnet från bakterier, parasiter, svampar och virus, som innebär risk för människors hälsa vid konsumtion.
Trots förebyggande arbete i reningsprocessen kan det ändå ske händelser som leder till mikrobiologiska risker vid distributionen av dricksvatten. De vanligaste orsakerna till kontaminering i ledningsnätet är bland annat via reservoarer, baktryck i ledningarna, ledningsbrott och korskopplingar. Ledningsbrott kan inträffa på alla typer av ledningar och det kan också finnas mindre slitskador som påverkar ledningarnas barriärverkan. Vid ledningsarbeten kan arbetsomständigheterna göra att det är svårt att undvika kontamination av delar i ledningsnätet.
Korskoppling kan uppstå när bevattningssystem eller brunnsvatten kopplas till dricksvattennätet. Detta kan medföra att förorenat vatten tar sig in i ledningsnätet och kan vara en hälsorisk för samhället. Kors- eller felkopplingar medför oftast en väldigt liten eller obefintlig risk för kontaminering av dricksvatten. Om korskopplingar eller felkopplingar sker mot större fastigheter, jordbruksfastigheter, processvatten (vatten från industriella processer) eller sjukhus är dock risken för kontaminering betydligt högre. Problem som förekommer i mindre omfattning eller inte alls är dålig vattenomsättning, dåligt tryck och/eller ledningar som ligger under grundvattennivån.
För att undvika kontamination vid ledningsarbeten vidtar kommunerna olika åtgärder. Vanligt är att desinfektionsmedel används. Det är viktigt för kommunerna att ha erfaren och utbildad personal som kan göra en bedömning om ytterligare åtgärder behöver vidtas vid tillbud, så som spolning eller kokningsrekommendationer.
Det finns i dagsläget bristfällig kunskap kring hur olika material påverkar vattenkvalitén vilket kan vara ett framtida problem. Det finns idag inga regleringar gällande vilka material som får komma i kontakt med dricksvattnet i ledningarna och det finns heller inga kvalitetskontroller. Det pågår ett samarbete inom Europa med syfte att finna instrument för att bättre kunna avgöra vilka material som utan att riskera människors hälsa kan vara i kontakt med dricksvatten. Detta samordnas via European Acceptance Scheme (EAS).